# Seom – Die Insel
Seom – Die Insel ist ein Spielfilm des südkoreanischen Regisseurs Kim Ki-duk aus dem Jahre 2000.

## Handlung
Ein entlegener See, mitten im Idyllischen Grün der ihn umgebenden Bäume. Hier bietet die stille Hee-Jin Anglern ein kleines Paradies, um aus dem Großstadtalltag zu entfliehen. Von ihrer Hütte am Ufer aus versorgt sie ihre Gäste auf ihren kleinen Hausbooten auf dem See mit Lebensmitteln, Angelzubehör und käuflichen Liebesdiensten.
Schon zu Beginn des Films tritt ihre unglaubliche Kälte und Verletztheit zu Tage, als sie einen sie verspottenden Freier im schützenden Dunkel der Nacht aus dem Wasser auftauchend angreift und mit in die Tiefe zieht.
Eines Tages mietet auch Hyun-Shik ein Hausboot und richtet sich auf der kleinen Insel mit seinem Angelzubehör ein. Aber eigentlich ist er nicht zum Angeln gekommen, sondern auf der Flucht vor der Polizei. Selbst ein ehemaliger Polizist, wurde er zum Mörder, als er seine Freundin in flagranti mit ihrem Liebhaber erwischte. Gequält von Angst und Schuldgefühlen, unternimmt er bald einen Selbstmordversuch mit seiner Pistole, den aber Hee-Jin verhindert, in dem sie ihn durch den Boden seines Floßes mit einem Messer verletzt. Auch später, als Hyun-Shik von seinen Verfolgern gefunden zu werden droht und er sich daraufhin durch das Schlucken eines Bündels Angelhaken erneut umbringen will, ist Hee-Jin zur Stelle, zieht ihn an den verschluckten Angelhaken unter Wasser und verhindert so, dass die Polizei ihn findet. Nachdem sie ihn verarztet hat, beginnt eine sanft-verspielte Beziehung zwischen den beiden. Hyun-Shik bastelt der traurigen, schweigsamen Hee-Jin Figuren aus Draht und schafft es so, ihre Liebe zu gewinnen. Nach einem Liebesakt, den Hyun-Shik wie im Rausch durchlebt, um seine seelischen und körperlichen Schmerzen zu betäuben, ruft ihm Hee-Jin die Prostituierte Eun-A, während auch sie mit einem Neuankömmling Sex hat. Doch die keimende intime Zweisamkeit zwischen Hyun-Shik und Eun-A verletzt sie so tief, dass sie ihre Nebenbuhlerin fesselt und auf einem der Flöße einsperrt. Doch Eun-A fällt in den See und ertrinkt. Um den Unfall zu vertuschen, versenkt sie die Leiche im See. Auch der auftauchende Zuhälter wird nach einem Handgemenge auf diese Weise „entsorgt“. Die kritischen Ereignisse führen zu einem Streit, in dessen Folge Hyun-Shik Hee-Jin schlägt und vergewaltigt. Hee-Jin ist nun ihrerseits so verzweifelt durch das erneute, rohe Auftreten und die Enttäuschung durch den Mann, den sie liebt, dass sie nun einen tiefverzweifelten Selbstmordversuch unternimmt, in dem sie sich ihrerseits ein Bündel Angelhaken in die Vagina steckt und sich in den See stürzt. Erst da erwacht Hyun-Shik aus seinem Selbstmitleid und rettet Hee-Jin, um sie liebevoll von den Angelhaken zu befreien und gesund zu pflegen. Als nach einem kurzen, glücklich versöhnten Zusammensein auf einem der sonnigen Floße Polizeitaucher die beiden Leichen entdecken, benutzt Hee-Jin ein Floß mit einem Außenbordmotor als Fluchtfahrzeug und die beiden Liebenden verstecken sich in einem Schilfhain inmitten des Sees, einer metaphorischen Oase als Zuflucht nicht nur vor der Polizei, sondern vor allem vor der Finsternis der Welt. Im Sonnenschein aneinandergeschmiegt eingeschlafen, treibt das Floß am Ende des Films aus dem schützenden Dickicht wieder auf den See hinaus.
In den Schlusseinstellungen sieht man Hyun-Sik wie er, bis zur Brust im Wasser, in einen Schilfhain hineingeht. Danach wird die nackte, nicht mehr atmende Hee-Jin gezeigt, wie sie in dem versenkten Boot liegt. Ihre Scham ist grün, wahrscheinlich als Anspielung auf den Schilfhain, in dem Hyun-Sik herumirrt.

## Auszeichnungen
Der Film war auf den Filmfestspielen von Venedig 2000 für den Goldenen Löwen nominiert und erhielt dort die besondere Erwähnung des NETPAC Awards für asiatische Filme.
Zusätzlich erhielt der Film einige Auszeichnungen bei den unterschiedlichsten Internationalen Filmfestivals 2001: Beim Cinemanila International Film Festival (Manila, Philippinen) wurde Suh Jung als beste Schauspielerin ausgezeichnet. Beim Brussels International Fantastic Film Festival (Brüssel, Belgien) gewann Kim Ki-duk den Goldenen Raben. Und beim Fantasporto (Porto, Portugal) erhielt Suh Jung den International Fantasy Film Award als beste Schauspielerin, Ki-duk Kim den International Fantasy Film Special Jury Award, und das Drama war auch für den International Fantasy Film Award als bester Film nominiert.

## Kritik
„In seinem vielleicht obsessivsten Film The Isle versetzt Kim seine Figuren in eine Art Urzustand, lässt Mann und Frau in einer paradiesischen Seenlandschaft aufeinander treffen. Die Liebenden finden jedoch nur in einer Sprache der Grausamkeit zueinander. Ein halb filetiert im See herumschwimmender Fisch, Angelhaken, die Münder und Geschlechtsteile durchbohren – bei den Filmfestspielen in Venedig kam es bei der Vorführung von The Isle im Publikum zu Ohnmachtsanfällen.“

„Ein gedanklich kühner Liebesfilm, bei dem lyrische Momente unvermittelt in erschreckend brutale Szenen übergehen. Ohne an der Psychologie und Motivation seiner Protagonisten interessiert zu sein, thematisiert er mit großer Ernsthaftigkeit die Verzweiflung zweier Menschen, wobei er eine eigentümliche Sogwirkung entwickelt.“

„Was auf den ersten Blick wie ein harscher Naturalismus anmutet  – die Gelegenheitsprostitution der jungen Frau, die wiederkehrende Misshandlung von Tieren, die sexuelle Gewalt, der apathische Müßiggang der Urlauber  –, steht ganz im Zeichen einer radikal metaphorischen Inszenierung. Kim sucht nach hermetischen Kosmen, in denen er seine Versuchsanordnungen etablieren und entfesseln kann.“

## Trivia
Seom (gesprochen Som) ist nicht der Name der Insel, sondern ist das koreanische Wort für Insel.